# 平田雄也
平田 雄也（ひらた ゆうや、1993年6月20日 - ）は、日本の俳優・タレント。神奈川県横浜市出身。中央大学文学部卒業。サンミュージックプロダクション所属。身長181cm 体重64kg。

## 来歴
2013年、中央大学にて開催された「ミスター・ミス・中央コンテスト」にてグランプリ「ミスター中央大学2013」に選ばれた（当時2年生）。ミスを受賞した西澤由夏とは現在でも友人として交流がある。
2014年1月、舞台『WILD HALF 〜奇跡の確率〜』にて初舞台にて主演を務め、俳優としての活動を開始。
2015年、1月に事務所内で結成された若手男性俳優集団「SUNPLUS(サンプラス）」に所属。2018年11月をもって「SUNPLUS」からの卒業を発表した。
2016年3月、中央大学文学部人文社会学科卒業。
2018年3月よりサンミュージックブレーンからサンミュージックプロダクションに所属。
2019年1月10日、自身初となる個人ファンクラブ「♯25」を開設。

## 人物
趣味はスポーツ全般、読書、映画鑑賞（クリストファー・ノーラン監督の映画が好き）、モノマネ、立ち幅跳び、ゲーム、バラエティ鑑賞、犬鑑賞。
特技は野球、スキー、短距離走、オセロ、ボウリング、早寝、暗算。
部活は小学校時代からやっていた野球、高校では軟式野球に移行。大学時代もあまり行けなかったが野球サークルに所属していた。
父親が広島出身の影響で広島東洋カープのファン。カープファン限定でもらえたnanacoカードも持っている。
ファンクラブイベントで苦手なことを尋ねられた際に「絵を描くこと」と公言。それ以降、自身のブログや番組の企画で絵を描くも、その画伯っぷりはなかなかのものである。
愛称は、ゆうや・ひらっち・平田キュン。

## 最強スポーツ男子頂上決戦
第5回大会（2015年12月23日放送）
モンスターボックスでは初挑戦で18段をマークし観客を驚かせたが、ザ・フェンスで失格。ヘビープレスとハードジャンパーで予選敗退を喫し、総合15位で脱落。
第6回大会（2016年10月10日放送）
モンスターボックスでは自己記録の18段を失敗し記録17段に終わる。ヘビープレスでは軽量級でありながらサドンデスまで耐えたが野村祐希との一騎打ちに敗れ決勝進出を逃す。ジャイアントクリフ、ハードジャンパーと2種目続けて予選で佐野岳に敗れ、総合11位で脱落。
第11回大会（2022年3月22日放送)
モンスターボックスではまたも自己記録を下回る16段で試技終了。ジャイアントクリフ、ヘビープレス、ハードジャンパーで予選敗退に終わり総合12位で脱落。
最強スポーツ男子頂上決戦
| 大会   | 放送日         | 総合順位 |
| ------ | -------------- | -------- |
| 第5回  | 2015年12月23日 | 15位     |
| 第6回  | 2016年10月10日 | 11位     |
| 第11回 | 2022年03月22日 | 12位     |

## 出演

### 情報番組
- ZIP!（2015年4月 - 2019年3月、日本テレビ） - レギュラー（スタジオ&ロケコーナー「ハテナビ」担当）[1]
- まるごと（2017年4月 - 2019年3月、静岡第一テレビ） - 月曜日レギュラー(「ロケコーナートキメキハニー」担当)
- 究極の男は誰だ!?最強スポーツ男子頂上決戦（2012年11月21日 - 、TBS） - 第5・6回・11回大会出場

### テレビドラマ
- 医療捜査官 財前一二三4（2013年11月8日、フジテレビ） - 岡田 役
- 水曜ミステリー9「ソタイ2 組織犯罪対策課」（2016年4月13日、テレビ東京） - 吉岡勇哉 役
- ウルトラシリーズ（テレビ東京） - 湊カツミ / ウルトラマンロッソの声 役
  - ウルトラマンオーブ THE CHRONICLE （2018年6月30日）
  - ウルトラマンR/B（2018年7月7日 - 12月22日） - 主演（小池亮介とW主演）[6]
  - ウルトラマン ニュージェネレーション スターズ（2023年4月21日・28日）
- W県警の悲劇 第2話（2019年8月3日、BSテレ東）
- まだ結婚できない男 第3話（2019年10月22日、関西テレビ放送） - 野村信吾 役
- 同期のサクラ 第3・4話（2019年10月23日・30日、日本テレビ） - 松下 役
- 来世ではちゃんとします（2020年1月9日 - 3月26日、テレビ東京） - Bくん 役
  - 来世ではちゃんとします2（2021年8月12日 - 9月30日）
  - 来世ではちゃんとします3（2023年1月5日 - 2023年3月23日）[7]
- 刑事7人シーズン6 第2話（2020年8月12日、テレビ朝日） - 村上雅人 役[8]
- RISKY第3話~5話（MBS、2021年4月9日 - 4月23日） - 山崎 役
- 最高のオバハン 中島ハルコ 第5話（2021年5月9日、東海テレビ・フジテレビ系） - 中村優太 役
- ハコヅメ〜たたかう！交番女子〜 第5話（2021年8月18日、日本テレビ） - 青山 役
- 暴太郎戦隊ドンブラザーズ 第17話（2022年6月26日、テレビ朝日） - 田辺誠 役
- BLTサンドイッチカフェ（2022年7月1日 - 、TOKYO MX） - 桁野文 役
- アイゾウ 警視庁・心理分析捜査班 第7話・最終話（2022年11月22日・29日、フジテレビ） - 番匠和志 役
- 旅人検視官 道場修作 第4弾（2025年3月22日、BS日テレ） - 原田裕一郎 役[9]

### 映画
- ホーンテッド・キャンパス（2016年7月2日公開）
- 人狼ゲーム ラヴァーズ（2017年1月28日公開） -  佐久間弘人 役
- 劇場版 ウルトラマンR/B セレクト! 絆のクリスタル（2019年3月8日公開） - 主演・湊カツミ 役[10]
- 劇場版 ウルトラマンタイガ ニュージェネクライマックス（2020年8月7日[注 1]） - 湊カツミ 役[12]
- ぐらんぶる（2020年8月7日[注 2][14]） - 工藤会長 役
- 車線変更-キューポラを見上げて-（2021年公開予定） - 主演・野平幸助 役[15]

### Webドラマ
- ウルトラギャラクシーファイト（YouTube） - ウルトラマンロッソの声 役
  - ウルトラギャラクシーファイト ニュージェネレーションヒーローズ（2019年）[16]
  - ウルトラギャラクシーファイト 運命の衝突（2022年）
- あと一次元の恋（2022年12月28日、BUMP） - 渋谷ユウイチ 役[17][18]

### オリジナルビデオ
- ウルトラマン ヒットソングヒストリー ニュージェネレーション編 - ウルトラマンロッソの声 役

### 舞台
- WILD HALF 〜奇跡の確率〜（2014年1月9日 - 15日、豊島区民センターイーストステージいけぶくろ） - 主演・サルサ 役[1]
- ハイパープロジェクション演劇「ハイキュー!!」（2015年11月 - 12月、AiiA2.5Theater TOKYO 他） - 岩泉一 役[19][20]
- 朗読劇「雲は湧き、光あふれて」（2015年3月30日 - 4月3日、紀伊国屋サザンシアター） - 日替わりメインキャスト ※3月30日・31日に出演[21]
- 舞台芸術集団地下空港第16回公演「ポセイドンの牙」（2016年6月1日 - 5日、紀伊國屋ホール） - 生方英 役
- ステージ「不機嫌なモノノケ庵」御喋りノ怪（2016年9月9日 19:30ノ怪、赤坂RED THEATER） - ゲスト[22]
- Live Performance Stage『チア男子!!』（2016年12月9日 - 18日、AiiA 2.5 Theater Tokyo） - 溝口渉 役
- おおきく振りかぶって（2018年2月2日 - 12日、サンシャイン劇場）- 榛名元希 役

### ライブ/イベント
- 「Mr. & Miss Chuo Contest 2013」グランプリ（ミスター中央大2013）[1]
- バンダイ データカードダス「ワンピースキングス」（2013年12月 - 2014年12月） - カリスマ：カイ 役
- 第3回 冬の学園祭（主催：朝日新聞社 / 特別協力：JJ、2014年2月21日、八芳園）
- SUNPLUS ファンミーティング（2015年10月15日 - 16日、北とぴあ）
- SUNPLUS 2nd ファンミーティング（2016年2月28日、スクエア荏原ひらつかホール）
- 平田雄也 23rd Birthday Event（2016年6月26日、仙川フィックスホール）
- SUNPLUS トークイベント（2016年7月30日、クレオ大阪東ホール）[23]
- 平田雄也 24th Birthday Event〜2歩ほど踏み入ります～（2017年7月1日、仙川フィックスホール）
- 平田雄也ファンイベント　〜HAVE A GOOD TIME〜（2019年11月30日、Linkage-047）
- YUYAの部屋　クリスマス！？トークイベント!!（2021年12月26日、Glade Park）

### CM
- マクドナルド マックフロート 「カラフル4人組」篇（2014年4月 - 5月）
- スプリックス「スナップスタディ」（WEB） 中3数学（2014年7月 - 2015年6月） - 講師 役
- モンスターストライク 「帰りたくない」篇（2016年8月 - ）[1]
- 遊戯王デュエルリンクス 「闘ってる？学校」篇（2017年3月 - ）
- バンダイ「DXルーブジャイロ」（2018年）
- バンダイ「金のルーブクリスタルキャンペーン」（2018年）
- バンダイ「DXルーブスラッガー」（2018年）
- リクルート「ゼクシィ」（2019年） - 新郎 役

### ゲーム
- なりキッズパーク ウルトラマンR/B（2018年11月21日、Nintendo Switch） - ウルトラマンロッソ 役

### 玩具
- ウルトラマンR/B DXキワミクリスタル（2018年10月） - 湊カツミ 役
- ウルトラマンR/B DXマコトクリスタル（2018年10月） - 湊カツミ 役
- DXアークキューブPremium ニュージェネレーションスターズセット02（2025年1月） - 湊カツミ 役